# Đặng Đoàn Bằng
Đặng Đoàn Bằng (1887-1938) tên thật là Đặng Tử Mẫn, khi xuất dương, còn có tên là Đặng Hữu Bằng hay Đặng Xung Hồng. Ông là nhà hoạt động cách mạng và là nhà văn ở cuối thế kỷ 19-đầu thế kỷ 20 trong lịch sử văn học Việt Nam.

## Tiểu sử
Đặng Đoàn Bằng sinh trưởng tại làng Hành Thiện, xã Xuân Hồng, huyện Xuân Trường, tỉnh Nam Định.
Ông thuộc dòng dõi Nho học, nhưng nghèo. Cha ông là Đặng Hữu Dương đỗ tiến sĩ khoa Kỷ Sửu (1909) đời vua Thành Thái.
Lúc trai trẻ, Đặng Đoàn Bằng đã có tiếng giỏi văn chương và có khí khí. Năm 1908, sau khi đọc tân thư, ông hưởng ứng phong trào Đông Du sang Nhật Bản.
Tháng 9 năm 1908, Nhật Bản thi hành Hiệp ước Pháp-Nhật nên đã ra lệnh giải tán Đông Á đồng văn thư viện, Cống hiến hội và trục xuất các du học sinh ra khỏi đất Nhật.
Bị trục xuất, Đặng Đoàn Bằng sang Trung Quốc tiếp tục hoạt động cách mạng rồi tham gia Việt Nam Quang phục Hội được thành lập năm 1912 tại Quảng Châu. Theo sự phân công, Đặng Đoàn Bằng phụ trách công tác hội ở Bắc Kỳ.
Khi ở Hương Cảng (Hồng Kông), ông còn học chế bom và lựu đạn.

## Tác phẩm
Tác phẩm của Đặng Đoàn Bằng có Việt Nam nghĩa liệt sử bằng chữ Hán, chép tiểu sử những người hoạt động cách mạng đã hy sinh. Sách này đã được Phan Bội Châu sửa chữa, Nguyễn Thượng Hiền đề tựa và in ở Trung Quốc năm 1918. Năm 1972, tác phẩm đã được nhà xuất bản Văn Học (Hà Nội) tái bản.
Năm 1985, sách Hợp tuyển thơ văn Việt Nam (1858-1920, quyển 2) có giới thiệu 4 bài thơ của ông có trong sách ấy, đó là:
- "Điếu Tăng Bạt Hổ"
- "Điếu Nguyễn Đức Công"
- "Hà thành tuấn nghĩa chư liệt sĩ (Điếu các liệt sĩ Hà thành bị hy sinh)"
- "Kháng tô ngộ hại chư nghĩa dân (Điếu nghĩa dân chống sưu thuế bị hại)"

## Thơ Đặng Đoàn Bằng
| Phiên âm Hán-Việt: Kháng tô ngộ hại chư nghĩa dân Dục hán nan tương cao huyết điền, Tồi hung vô kế trượng không quyền. Biền tường tính mệnh tranh công lý, Thệ dũ giang sơn vãn lợi quyền. Thiết khấp thạch đề như thử nhật, Vân hôn vụ ám nại hà thiên. Hồi đầu nam vọng vô cùng ý, Cân khí tận trào dĩ bái niên. | Dịch nghĩa: Điếu nghĩa dân chống sưu thuế bị hại Lòng tham (của thực dân Pháp) khó lòng đem mỡ máu mà lấp cho đầy, Để tiêu diệt kẻ hung ác, (nghĩa dân) chẳng có kế gì, chỉ dựa vào nắm tay không. Liều đem tính mạng để giành lấy công lý, Thề vì non sông đoạt lại lợi quyền. Sắt khóc đá rên như ngày hôm nọ, Mây mờ mù tối, khốn nỗi trời kia. Ngoảnh đầu trông về Nam, khôn xiết nghĩ ngợi Một trào lưu dân khí mới đã tràn lan . |